# Музей «Стара Одеса»

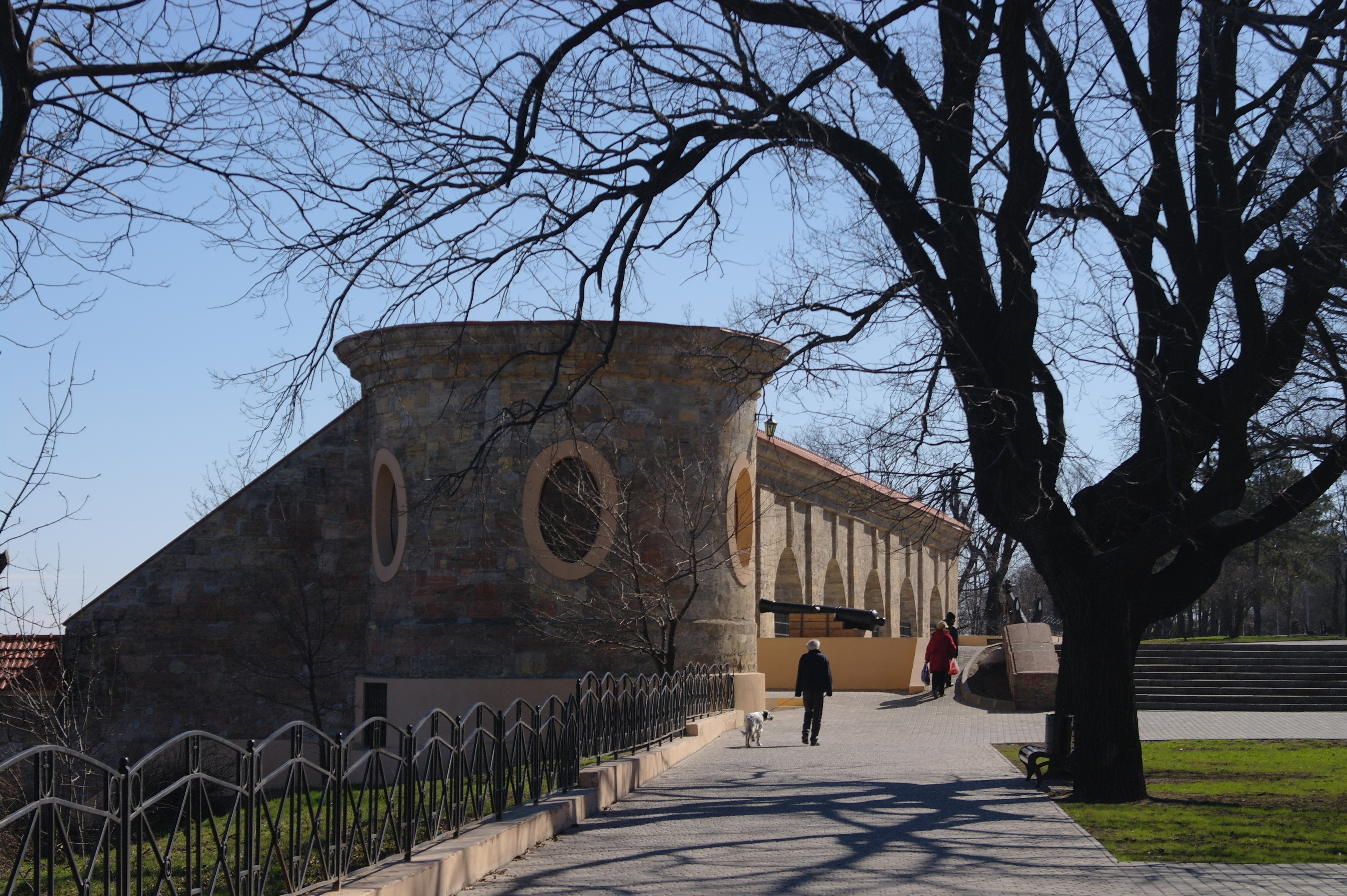
Сторожова вежа Одеського карантину, XVIII ст.

«Стара́ Оде́са» — одеський краєзнавчий музей, заснований на початку 1970-х років.

## Коротка історія

Ципоркіс Р. М.

Спочатку музей розміщався в Сторожовій вежі старого зруйнованого Одеського карантину XVIII ст., розташованій у парку ім. Шевченка. Згодом музей розташовувався в інших частинах міста, але незмінними залишалися його головні мета і завдання — за допомогою стародавніх листівок, гравюр, документів розповідати про історію Одеси, її чудових пам'ятках архітектури і, звичайно ж, про людей, що принесли місту славу й популярність.

## Організація музею
Організатором і директором музею став відомий одеський краєзнавець і колекціонер Рудольф Михайлович Ципоркіс. Він був енциклопедистом у питаннях історії Одеси. Самих лише стародавніх листівок міста Одеси в його колекції налічувалося понад 1,5 тисячі. Рудольф Михайлович прожив довге й цікаве життя і помер 1999-го у віці 90 років.

## Галерея «Стара Одеса»
Шануючи пам'ять чудового одесита і продовжуючи почату ним справу, Одеський музей нумізматики в 1999 році організував експозицію стародавніх листівок, що дістала назву «Галерея „Стара Одеса“» і стала спадкоємицею однойменного музею.
Нині галерея «Стара Одеса» розміщується і проводить виставки за адресою: м. Одеса, вулиця Грецька, 33. Її фонди нараховують понад 3 тис. експонатів, що відносяться до історії міста: листівки, різні архівні документи, різноманітні стародавні предмети та інші. Частина матеріалів була подарована музею особисто Ципоркісом Р. М. Значні експозиції виставляються тут двічі на рік — 10 квітня в День звільнення Одеси та 2 вересня у День міста.
У цій галереї виставляли свої колекції такі відомі краєзнавці і коллекционери-філокартисти:
- Дроздовський А. О.
- Шишов В. Ф.
- Прихоцький А. Й.
- Макандаров Г. І.
- Лобода П. Г. та інші.

На базі цих матеріалів знято чимало телевізійних передач, присвячених Одесі: «Прогулянки старою Одесою», «Проекція часу» та інші.